# Abraxas fuscescens
Abraxas fuscescens är en fjärilsart som beskrevs av Butler 1886. Abraxas fuscescens ingår i släktet Abraxas och familjen mätare. Inga underarter finns listade i Catalogue of Life.